# Les Enfants du naufrageur
 (mai 2020).
Si vous disposez d'ouvrages ou d'articles de référence ou si vous connaissez des sites web de qualité traitant du thème abordé ici, merci de compléter l'article en donnant les références utiles à sa vérifiabilité et en les liant à la section « Notes et références ».
Pour plus de détails, voir Fiche technique et Distribution.
Les Enfants du naufrageur est un film d'aventure français réalisé par Jérôme Foulon, sorti le 19 février 1992.
Le film suit huit enfants d'un naufrageur qui vivent ensemble sur une île étrange, dans un bonheur surnaturel. Jusqu'au jour où leur petit paradis est troublé lorsqu'une vieille dame y est découverte assassinée. Ils se lancent alors dans l'enquête à la recherche de la vérité.

## Synopsis
Il était une fois, en Bretagne, huit enfants dont une fille, si heureux de vivre sur leur île natale, qu’à l’idée de devoir la quitter pour aller en pension au collège sur le continent, ils n’en voulaient point, se faisant passer pour des cancres à l’école. Assez délurés et parfois imprudents face au danger de la Manche, ourlée d'écume, leur imagination était fertilisée par une vieille dame, Martha, qui leur conté inlassablement toujours le même récit de l’aventure du naufrageur, Marc-Antoine. C’était un beau résistant qu’elle avait aimé, il y a cinquante ans, pendant la 2e Guerre. Ayant provoqué le naufrage d’un navire allemand, il fut attrapé et on ne retrouva jamais l’or ennemi que le naufrageur avait dû cacher quelque part dans l’île, avant la déportation dont il ne revint plus.
Un soir de tempête durant lequel un bateau de pêcheurs de l’île fait naufrage, la vieille femme est retrouvée, gisant au pied de son escalier, morte à la suite d’une mauvaise chute.
Très éprouvés par cette disparition, mais convaincus qu’elle a été assassinée, d'autant plus que les économies de leur amie ont disparu, les enfants décident de mener une enquête en suspectant tous les gens du village avec, comme à la télévision, leur journal d’investigation  « La gazette du naufrageur ».
Pendant ce temps, mademoiselle Hélène Guillonet, la nouvelle institutrice débarque sur l’île, pour remplacer son collègue retraité, Paul Degueurse. Alors que les enfants l’imaginaient vieille et moche, elle est jeune et jolie mais elle reste pour eux une intruse venue du continent. Elle est accueillie plutôt fraichement parce qu’ils craignent qu’elle leur donne trop de travail scolaire et parce qu’elle habite dans la maison de Martha, selon la décision du maire. Hélène hérite du surnom de « Choléra ».
Le travail des jeunes détectives avance mais leur problème est qu’ils ont trop de suspects. En premier, P’tit Louis le livreur de gaz et de bouteilles, peu loquace, au comportement bizarre, qui s’enivre en écoutant du jazz et qu’il voit parfois accompagné d’un étrange vieillard boiteux à la mine patibulaire avec ses deux gros dogues allemands effrayants. Mais aussi, Toinou le bedeau du curé en proie à des hallucinations, craignant les foudres du diable pour quelque chose de grave qu’il a commis. Et enfin, Lucien le patron de l’auberge et sa fille Ludevine qui fréquente Jean-Pierre, le joueur de guitare qui n’est pas du tout leur copain.
Le Maire et ses conseillers municipaux s’en inquiètent redoutant que les rumeurs ne viennent jeter le discrédit sur leur village. Ils refusent de coopérer avec les enfants.
Cependant, dans la maison de la défunte, Hélène se sent accueilli par tous les souvenirs de Martha, ses meubles, ses photos et le portrait du jeune Marc-Antoine, l’unique tableau de son seul amour qu’elle a peint et qui trône au-dessus de la cheminée. Comprenant à présent l’influence que Martha a eu sur les enfants, Hélène tente de gagner leur confiance en commençant par Marion, la petite-fille de Paul l’ancien instituteur. D'ennemie jurée, Hélène devient la plus fidèle alliée des enfants, les protégeant des sévices des parents. Ensemble ils vont démêler l’écheveau de leur affaire.
D’abord, le maire n’est pas criminel mais corrompu, mettant en vente la maison de Martha « la folle » pour que son ami Lucien, l’aubergiste, l’a rachète au bas prix de l’adjudication, pour la revendre à un estivant et ainsi partager à deux le bénéfice du gain.
Ensuite, Jean-Pierre vient, lui-même, avouer son forfait à Hélène. C’est bien lui qui la nuit du naufrage a volé, pour couvrir ses frais de matériel de musique, les économies de Martha cachées dans une boîte d’anis déposée sur la cheminée. Les enfants en avaient la preuve confirmée par Ludovine qui avait bien senti l’odeur d’anis sur les billets de son amoureux.
Enfin, Hélène et les enfants organisent une expédition dans la maison du boiteux, l’ermite du bout de l’île. Là, c’est P’tit Louis qui les accueille tandis que le vieillard est alité. Et tandis, que délirant, Marc-Antoine déclare son amour à Hélène qu’il prend pour Martha, son fidèle ami P’tit Louis raconte, aux enfants rassemblés autour de Marc-Antoine, l’histoire du naufrageur : « Ensemble, à l’époque de la résistance, nous envoyions par le fond les navires allemands en difficulté lors des tempêtes. Les Allemands réussirent à attraper Marc-Antoine tandis que je pus m’échapper. Marc-Antoine est revenu à la Libération de la France en 1945, défiguré par la variole, estropié pour la vie. Martha n’a jamais appris son retour. Il ne voulait pas devenir une charge pour elle. Le secret a bien été gardé par les résistants de l’époque. Il est resté ici, avec moi, dans cette maison comme un maudit en prison, pour être près de son amour qu’il allait voir la nuit en cachette. Le soir du naufrage, il voulait la revoir une dernière fois se sachant mourant. Sur place, entrant dans la maison de son amour, Marc-Antoine voit Martha descendre les escaliers en précédant Toinou le bedeau, venu chercher une corde pour le naufrage. Effrayé en voyant le fantôme du naufrageur, Toinou, dans sa fuite précipitée, bouscule Martha qui tombe accidentellement dans les escaliers. Avant de partir, Marc-Antoine eut juste le temps de donner tendrement un dernier baiser à Martha, morte sur le coup ».
Avant de mourir, Marc-Antoine remit aux enfants rassemblés à son chevet une croix qui leur permit de découvrir, dans le cimetière, la cache du Trésor du Naufrageur. En souvenir du bel amour entre Martha et Marc-Antoine, un soir sous les étoiles eut lieu le mariage de Marion et de Benoit.
« Un mariage d’enfants, la chose la plus merveilleuse quand deux enfants se jurent un amour éternel. »

## Fiche technique
- Titre original : Les Enfants du naufrageur
- Réalisation : Jérôme Foulon
- Scénario : François Celier, Laurent Dussaux, Jérôme Foulon
- Décors : Christian Siret
- Photographie : William Lubtchansky
- Son : Ricardo Castro
- Montage : Elisabeth Guido
- Musique : François Staal
- Production associée : Jean-Bernard Fetoux
- Production exécutive : Gilles Sandoz
- Sociétés de production : Canal+, K'ien Productions, Société Générale de Gestion Cinématographique, Gaumont
- Pays d'origine :  France,
- Lieu de tournage : île de Bréhat
- Langue originale : français
- Format : couleur — 35 mm — son mono
- Genre : aventures
- Durée : 99 minutes
- Dates de sortie : France : 19 février 1992

## Distribution
- Brigitte Fossey : Hélène, l'institutrice
- Jacques Dufilho : P'tit Louis, le livreur de boissons
- Michel Robin : Paul, l'instituteur retraité
- Jean Marais : Marc-Antoine, le Naufrageur
- Michel Berto : le curé
- Jenny Clève : Martha
- Bernard Freyd : le Maire
- Michel Dussarat : Toinou, le bedeau
- Jean-Pierre Germain : Jean-Pierre, le guitariste
- Véronique Silver : Lucienne Lavrec, la femme de l'aubergiste
- Florence Pernel : Ludevine, la fille des aubergistes
- Roger Mollien : Lucien, l'aubergiste
- Jérôme Kircher : Laurent
- Vernon Dobtcheff : l'inspecteur d'école
- Jean Kergrist : un conseiller municipal
- Yves Belluardo : un marin pêcheur
- Yves Branellec :  le père de Poloteck
- Christiane Laborde : la mère de Poloteck
- Dominique Dieterle : la mère de Merlu
- Albert Delpy
- Rose Thiéry
- Jacques Sorgniard : Maurice, le rescapé
- et les huit enfants :
- Pierre-Alexis Hollenbeck : Poloteck dit le capitaine
- Benjamin Brault : Pinocchio
- Maxime Boidron : Benoît, le fiancé de Marion
- Simon Poligne : Lamazou
- François Vigner : Pérec
- Elie Berder : Merliot dit Merlu
- Gary Ledoux : Bisson
- Amandine Dewasmes : Marion, la petite-fille de Paul

## Distinctions
- Premier prix  au Festival de Cannes Junior 1992
- Premier prix au Festival international du film pour enfants de Lucas  1992 – Francfort-sur-le-Main (Allemagne)
- Premier prix aux Rencontres internationales du Cinéma d’Animation de Wissembourg 1992 - France
- Premier prix au BUFF International Film Festival de Malmö  1993 - Suède
- Premier prix au Zlín Film Festival 1993 – République tchèque

## Un conte pour enfants ...
Le film de Jérôme Foulon, Les Enfants du naufrageur est un conte maritime pour enfants et jeunes adolescents. Le film a été tourné en mai 1991, en Bretagne, dans le magnifique décor naturel de l’île de Bréhat, au large de Paimpol dans les Côtes d’Armor. Le scénario de Laurent Dussaux et de Jérôme Foulon, en confiant l'enquête policière à des enfants, reprend partiellement celui du film de Christian Jacque, Les Disparus de Saint-Agil (1938). Mais alors que ce dernier connut un gros succès à l’époque, le film de Foulon, malgré les récompenses récoltées dans plusieurs festivals internationaux, n’a pas eu la faveur du public, enregistrant au Box-office France 1992 que 146 577 spectateurs.
Ce film enchanteur est destiné aux spectateurs qui ont gardé une âme d’enfant. Sur cette île mystérieuse, les enfants sont rois et refusent de grandir pour ne pas la quitter. C’est un voyage dans l’univers de l’enfance, avec les peurs, les doutes, les larmes et les rires, l’éveil à la sexualité de ces huit enfants espiègles qui se révèlent être de véritables détectives pour découvrir la vérité sur un crime. Le film peut paraître mineur, assez naïf avec un scénario qui aurait mérité d’être mieux conçu avec des personnages plus nuancés. Dans le même style de film pour l’enfance, ils trouveront bien meilleur le film de Jean-Loup Hubert, Après la guerre (1989).
Jean Marais qui, durant toute sa jeunesse, avait rêvé de se vieillir au théâtre comme au cinéma, y était enfin parvenu dans ce film, âgé de 79 ans, apparaissant dans un personnage de vieux boiteux, sorte de papi-patriarche, en s’étant laissé pousser sa belle barbe blanche. Le rôle de Marais était simple : hormis quelques apparitions au cours de l’histoire, il devait juste jouer la scène où il devait mourir. Marais avait l’habitude, ayant tourné le rôle d’un mourant plusieurs fois dans sa carrière. Cependant cette scène finale a du être retournée plusieurs fois, car Marais mit tant de cœur à mourir que les plus émotifs des enfants qui participaient à la scène, y crurent tellement, qu’ils éclatèrent en sanglots, ce qui n’était pas prévu dans le scénario.
Des huit interprètes-enfants du film, quatre d’entre eux ont joué par la suite dans d’autres films : Pierre Alexis Hollenbeck, Maxime Boidron, Gary Ledoux et principalement la seule fille, Amandine Dewasmes, actrice reconnue.
Source :
- Gilles Durieux, Jean Marais - Biographie , Paris, Flammarion, 2005 -  (ISBN 9782080684325)
   